# Le facteur s'en va-t-en guerre
Ne doit pas être confondu avec Le facteur s'en va-t-en guerre (roman).
Pour plus de détails, voir Fiche technique et Distribution.
Le facteur s'en va-t-en guerre est un film français réalisé par Claude Bernard-Aubert d'après le roman de Gaston-Jean Gautier et sorti en 1966. 

## Synopsis
Devant le peu d'avenir de sa situation en métropole et sur les conseils d'un ami, Thibon, un facteur parisien, décide de partir pour l'Indochine. La vie confortable et tranquille qu'il avait rêvée n'est pas celle qu'il trouve. Envoyé en Annam dans un avant-poste perdu en plein territoire rebelle, seule l'amitié de ses compagnons l'aide à supporter sa pénible situation : il y a là le commandant de Cassagne, de tempérament autoritaire ; Clémentine, un champion cycliste cuisinier du poste ; Klein et Rittoni, deux légionnaires tapageurs et Vang, une jolie indigène dont il tombe bientôt amoureux. 

Peu après la bataille de Diên Biên Phu, un ordre de repli arrive. Les Français se retirent du secteur et doivent abandonner le terrain. Sur le retour, la colonne motorisée tombe dans une embuscade, les hommes sont faits prisonniers par le Vietminh et emmenés dans un camp de rééducation. Le chef de camp et le commissaire politique ont pour tâche de convertir patiemment leurs prisonniers au socialisme, arguant de la « clémence » du Président Ho Chi Minh. Dès lors, une seule idée s'impose à Thibon et à ses camarades : l'évasion, qu'ils vont préparer minutieusement.
Ils la réussissent, au prix d'une très périlleuse opération et grâce au sacrifice du commandant et des deux légionnaires. Le facteur reprendra son service, mais à Paris, accompagné de sa jeune fiancée vietnamienne.

## Fiche technique
- Titre : Le facteur s'en va-t-en guerre
- Réalisation : Claude Bernard-Aubert
- Scénario : Claude Bernard-Aubert, Claude Accursi et René Hardy, d'après le roman de Gaston-Jean Gautier[1]
- Dialogues : Pascal Jardin,
- Photographie : Marcel Grignon
- Musique : Georges Garvarentz
- Producteur : Jean-Jacques Vital
- Production : Vital Alcinter
- Distribution : CCFC
- Pays d'origine :  France
- Langue : français, vietnamien
- Format : Couleurs - 35 mm - 2,35:1 - Mono
- Genre : Guerre
- Durée : 95 minutes
- Date de sortie : 
  - France - 10 août 1966

## Distribution
- Charles Aznavour : Thibon, le facteur
- Michel Galabru : Claparède
- Jess Hahn : Jess
- Pierre Mondy : Massenet
- Maria Minh : Vang
- Doudou Babet : Clémentine
- Lucien Barjon : Verdier
- Franco Fabrizi : Rittoni
- Daniel Ceccaldi : commandant de Cassagne
- Jacques Richard : Klein
- Helmuth Schneider : Maury
- Nop Nem : le commandant du camp
- Sonny Chan : le commissaire
- Chum Kem : le chef de patrouille

## Autour du film
- Le film a été tourné en partie au Cambodge.
- L'évacuation militaire dont il est question correspond à un événement ayant effectivement eu lieu après la bataille de Dien Bien Phu, elle concernait principalement les unités du Groupe Mobile 100 (GM 100) qui était en garnison dans le secteur de Kontum-Pleiku-Ankhé, en Annam. La colonne motorisée, échelonnée sur plusieurs kilomètres de pistes au travers de la jungle, tomba dans une gigantesque embuscade vietminh.
- Dans le roman, la conclusion diffère quelque peu : Vang, la jeune fiancée de Thibon, est assassinée à Saïgon avant que le facteur ne puisse rejoindre la métropole.